# Hugh Dallas
Hugh Dallas (né le 26 octobre 1957 à Allanton) est un ancien arbitre écossais de football. 
Il officia de 1985 à 2005, fut international de 1993 à 2002. Il fut récompensé par le MBE (Member of British Empire), en tant que membre de l'Empire britannique, en décembre 2002.

## Carrière
Il a officié dans des compétitions majeures : 
- Coupe d'Écosse de football 1996 (finale)
- JO 1996 (3 matchs)
- Coupe d'Écosse de football 1997 (finale)
- Coupe du monde de football de 1998 (2 matchs)
- Coupe UEFA 1998-1999 (finale)
- Euro 2000 (2 matchs)
- Coupe des confédérations 2001 (1 match)
- Coupe de la ligue écossaise de football 2002 (finale)
- Coupe du monde de football de 2002 (2 matchs)
- Supercoupe de l'UEFA 2002